# British Journal for the History of Philosophy
Le British Journal for the History of Philosophy (en français, Revue britannique d'histoire de la philosophie), est une revue scientifique à comité de lecture éditée par la British Society for the History of Philosophy et Taylor & Francis.

## Présentation
Cette revue bimestrielle publie des articles sur l'histoire de la philosophie,,. De 2013 à 2020, son rédacteur en chef est Michael A. Beaney. Depuis 2021, les rédacteurs en chef sont Alix Cohen (Université d'Édimbourg) et Sacha Golob (King's College de Londres).